# Kościół Narodzenia Najświętszej Maryi Panny i św. Józefa w Sobótce
Kościół Narodzenia Najświętszej Maryi Panny i Świętego Józefa w Sobótce – rzymskokatolicki kościół parafialny we wsi Sobótka, w gminie Ostrów Wielkopolski, w powiecie ostrowskim, w województwie wielkopolskim. Należy do dekanatu Gołuchów.
Świątynia została wzniesiona prawdopodobnie w końcu XIII wieku, posiada wendyjski układ cegieł. Przebudowana w latach 1783-1790. Budowla jest zbudowana na planie Krzyża łacińskiego, jednonawowa. Charakterystycznym elementem jest wczesnogotycki portal trójuskokowy, ostrołukowy wykonany z profilowanej i glazurowanej cegły, znajdujący się przy elewacji północnej. Ołtarz główny z obrazem Matki Bożej został wykonany w 1880 roku i reprezentuje styl neobarokowy. Pozostałe cztery ołtarze znajdujące się w bocznych nawach przedstawiające św. Józefa, św. Mikołaja, św. Annę i Święty Krzyż - reprezentują styl renesansowy. Przy prezbiterium jest umieszczona barokowa ambona wykonana w 1797 roku. Chrzcielnica wykonana została z czarnego marmuru w 1675 roku.